# Dichocrocis leptophaes
Dichocrocis leptophaes là một loài bướm đêm trong họ Crambidae.